# Cecil Edward Ronald Ince
Cecil Edward Ronald Ince, britanski general, * 1897, † 1988.
Med drugo svetovno vojno je bil eden izmed vodilnih oskrbovalnih častnikov na Bližnjem vzhodu. Po vojni je bil poveljnik Centra za usposabljanje Službenega korpusa Britanske kopenske vojske (1947-49). Leta 1949 je prestopil v javno upravo, nakar je do leta 1955 bil direktor več direktoratov v sklopu Ministrstva za hrano in kmetijstvo Združenega kraljestva.